# Zhou Guanyu
Det här är en artikel om en person med kinesiskt personnamn; Zhou är familjenamnet.
Zhou Guanyu (kinesiska: 周冠宇; pinyin: Zhōu Guànyǔ), uttalas [tʂóʊ kwân.ỳ]
, född den 30 maj 1999 i Shanghai, är en kinesisk racerförare som sedan 2022 kör för Stake F1 Team Kick Sauber i Formel 1.
Han har tidigare kört för UNI-Virtuosi Racing i Formel 2. Zhou var då förare i Alpine Academy och har agerat testförare åt Alpine F1. Han tillhörde Ferrari Driver Academy från 2015 till 2018.
Zhou började sin karriär redan 2015 där han tävlade i det italienska F4 mästerskapet och ADAC formel 4 med Prema Racing. Efter stora framgångar i det italienska F4 mästerskapet, avancerar han upp till det europeiska formel 3 mästerskapet med Motopark 2016 och sedan Prema Racing 2017 och 2018.
Den 16 november 2021 tillkännagav Alfa Romeo att Zhou kommer ersätta Antonio Giovinazzi i säsongen 2022 där han kommer köra tillsammans med Valtteri Bottas.

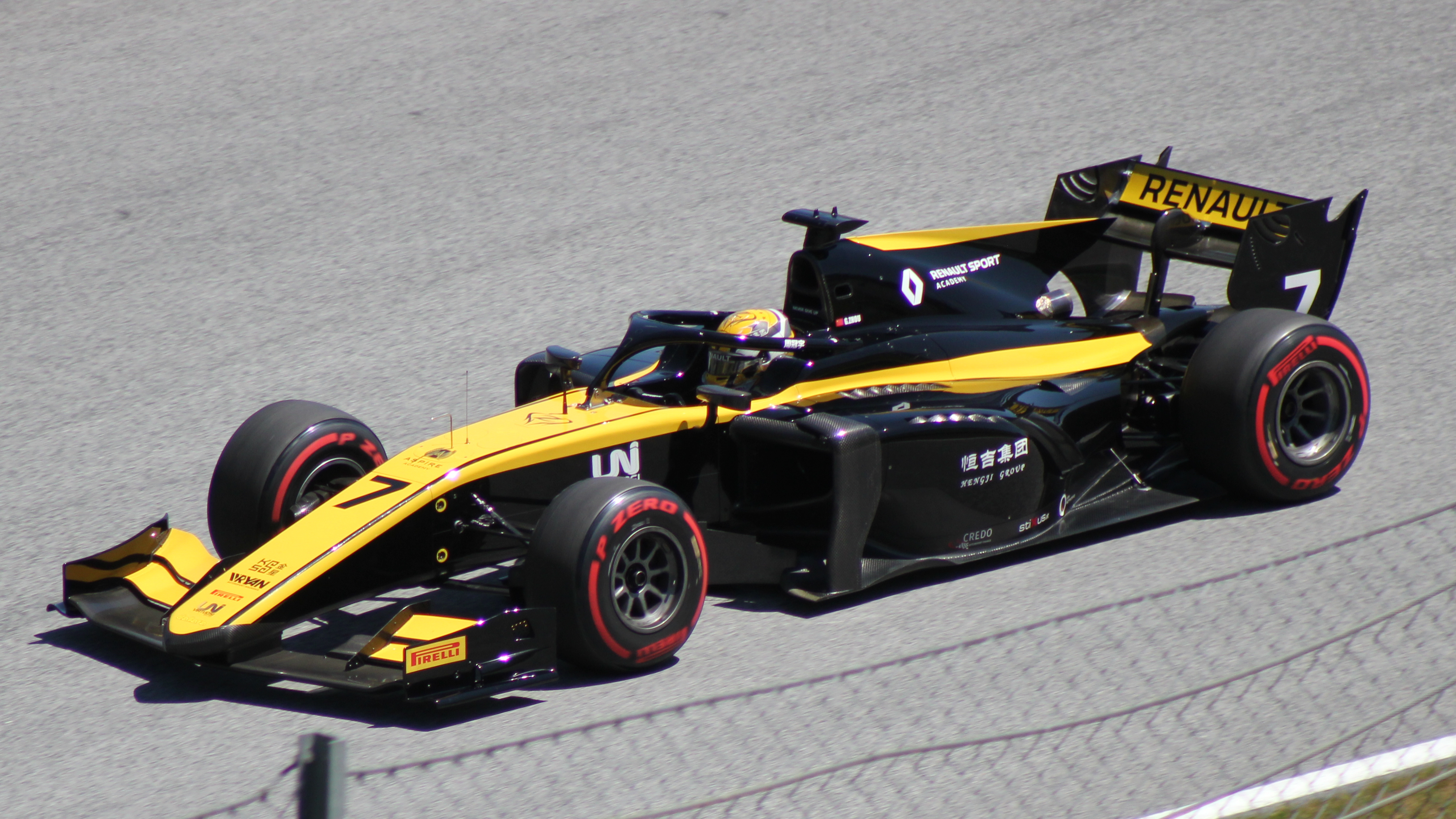
Zhous F2 bil

## Formel 1-karriär
| Säsong            | Stall/Tillverkare         | Placering         | Lopp | Poäng | Etta | Tvåa | Trea | Pole | Varv |
| ----------------- | ------------------------- | ----------------- | ---- | ----- | ---- | ---- | ---- | ---- | ---- |
| 2022              | Alfa Romeo                | 18                | 22   | 6     | 0    | 0    | 0    | 0    | 1    |
| 2023              | Alfa Romeo                | 18                | 22   | 6     | 0    | 0    | 0    | 0    | 1    |
| 2024              | Stake F1 Team Kick Sauber | 20                | 24   | 4     | 0    | 0    | 0    | 0    | 0    |
| Sammanlagt (2025) | Sammanlagt (2025)         | Sammanlagt (2025) | 68   | 16    | 0    | 0    | 0    | 0    | 2    |

### Snabbaste varv i F1-lopp
1. Japan 2022
2. Bahrain 2023